# Xixuthrus microcerus
Xixuthrus microcerus är en skalbaggsart som först beskrevs av White 1853.  Xixuthrus microcerus ingår i släktet Xixuthrus och familjen långhorningar.
Artens utbredningsområde är:
- Filippinerna.
- Sulawesi.

Inga underarter finns listade i Catalogue of Life.